# 要求很多的餐廳
《要求很多的餐廳》 （羅馬化：Chūmon no ōi ryōriten) 是日本作家宫泽贤治的短篇小说。 

## 概要
兩名身穿西式服裝的男子帶著兩條獵犬，在嚮導的帶領下深入森林狩獵。然而，一整天下來，他們毫無收穫，最終與嚮導失散，而獵犬也離奇暴斃。面對突如其來的變故，兩人一邊抱怨損失，一邊艱難地在荒野中摸索前行。
正當他們精疲力竭之際，眼前忽然出現一棟西式洋房，門上懸掛著「山貓軒」的招牌。饑寒交迫的兩人雖然心生不安，但仍選擇進入餐館，渴望能夠飽餐一頓。
踏入館內後，他們發現一路上接連出現一道又一道的門，每當他們經過，身後的門便隨之緊閉。每扇門前張貼著公告，起初是帶有雙關意味的歡迎詞，使他們誤以為這家餐館因「訂單過多」而向顧客致歉。隨著深入，公告上的指示逐漸變得詭異，要求他們脫去衣物，並在身上塗抹不明物質。儘管心生疑慮，但因為飢餓與疲憊，他們仍抱持著希望，期待能在如此講究的餐廳裡品嘗佳餚。
然而，當他們試圖離開時，才驚覺已無路可退，並意識到自己即將成為這間餐館的「料理」。就在危急之際，原本已死去的獵犬突然現身，與最後一道門後潛伏的怪物搏鬥。最終，整座餐館在濃霧中消失無蹤。
驚魂未定的兩人終於與嚮導會合，並倉皇返回東京。然而，這場詭異的遭遇在他們心中留下無法抹滅的陰影，成為揮之不去的惡夢。 

## 作家的思想
宮澤賢治的作品深受他的成長環境與信仰影響。他出生於東北地方，該地區長期面臨嚴苛的自然條件，與貧困和死亡有著密切的關聯。然而，賢治並未因此對現實感到絕望，反而積極思考人類與自然的共存之道，並認為農業是實現和諧共生的關鍵。
此外，賢治篤信法華宗（法華經為中心的佛教宗派），其中「一念三千」的理論對他的思想與作品影響深遠。該理論主張宇宙萬物皆遵循相同的法則，並相互關聯，這種觀點反映在他的許多文學創作中。

## 作品中有趣之處
這兩位男子的服裝與軍服相似，與他們獵人的身份並不相稱，這種矛盾的形象常被解讀為賢治對西方文明的批判。透過這兩名角色，他或許暗示了西方文化在日本的影響——表面上看似強大，但在面對自然時卻顯得不合時宜，甚至脆弱無力。
此外，這兩名男子之所以會接受種種荒謬的要求，與他們當時的身心狀態密切相關。飢餓與疲憊使他們失去了基本的判斷力，變得盲從，這點強調了人在極端環境下如何輕易被操控。更重要的是，這些「要求」都是透過書面公告傳達的，書面語言是一種單向的溝通工具，缺乏即時的互動與確認。因此，讀者往往會根據自身的期望來解讀訊息，從而導致荒謬可笑的誤解。這也映射了人們如何在現實生活中錯誤解讀資訊，最終陷入困境而不自知。

## 電影改编作品
- 1958 - 注文の多い料理店（木偶劇）
- 1993 - 注文の多い料理店（動畫）
- 2012 - 注文の多い料理店 (收錄於《BUNGO～適度的慾望～》 )

## 電視改編作品
- Getsuyō Onna no Suspense
  - 1990年12月10日播出（東京電視台） [3]
- 80nen go no Kenji - Miyzawa Kenji Eizō Dōwa shū
  - 2013年2月20日播出（ NHK BS Premium）紀念宮澤賢治逝世80周年。 [4]

## 其他資料
- 青空文庫日文原版《注文の多い料理店》全文 （页面存档备份，存于）
- 維基文庫的 "The Restaurant With Many Orders" 的完整英文翻譯
- 在青空文庫中宮澤賢治作品 （页面存档备份，存于）的電子全文